# Couvent des Carmes de Dijon
Pour les articles homonymes, voir Couvent des Carmes.
Le couvent des Carmes est un édifice situé dans la ville de Dijon, dans la Côte-d'Or en région Bourgogne-Franche-Comté.

## Histoire
Les années des campagnes de construction sont 1640 et 1840, le maître d'œuvre est Guillaume Tabourot des Accords.
Les galeries du cloître y compris les parties du XIXe siècle, les deux escaliers rampe sur rampe, les façades et les toitures du numéro 4 au numéro 20 rue Crébillon et côté cloître, y compris les deux faces du portail monumental, les façades et les toitures côté jardin y compris le bas-relief Les Pèlerins d'Emmaüs, la tour-clocher, la chapelle et le chœur des religieuses, les sols du jardin, l'oratoire sont inscrits au titre des monuments historiques par arrêté du 23 octobre 1986.